# Tim Berners-Lee
Sir Timothy John »Tim« Berners-Lee, OM, KBE, FRS, britanski informatik, * 8. junij 1955, London, Združeno kraljestvo.
Študiral je fiziko na Queen's College v Oxfordu in že zgodaj pokazal zanimanje za računalništvo. Leta 1989 se je zaposlil v Cernu, kjer je zasnoval svetovni splet, izumil protokol HTTP in postavil prvi spletni strežnik. 25. decembra 1990 je s pomočjo sodelavcev pri Cernu vzpostavil prvo HTTP povezavo med odjemalcem in strežnikom preko interneta, zaradi česar je prepoznan kot izumitelj svetovnega spleta.
Danes deluje kot raziskovalec v laboratoriju za računalniške znanosti Tehnološkega inštituta Massachusettsa in direktor organizacije World Wide Web Consortium (W3C), ki koordinira razvoj svetovnega spleta.

## Zgodnje življenje in izobraževanje
Berners-Lee se je rodil 8. junija 1955 v Londonu v Angliji kot najstarejši od štirih otrok Mary Lee Woods in Conway Berners-Lee. Njegovi starši – tako mati kot oče sta bila pionirja računalniške dobe, ki sta sodelovala pri izdelavi prvega komercialnega elektronskega računalnika Ferranti Mark 1, ki je omogočal shranjevanje podatkov. Obiskoval je osnovno šolo Sheen Mount, nato pa je od leta 1969 do 1973 obiskoval Emanuel School v jugozahodnem Londonu. Kot otrok je bil navdušen nad vlaki, tako da se je elektronike naučil iz makete železnice. O leta 1973 do 1976 je študiral na The Queen's College v Oxfordu, kjer je diplomiral iz fizike. Berners-Lee je med študijem na univerzi izdelal računalnik iz starega televizijskega sprejemnika.

## Kariera in raziskovanje
Po diplomi je Berners-Lee delal kot inženir v telekomunikacijskem podjetju Plessey v mestu Poole v Dorsetu. Leta 1978 se je pridružil D. G. Nash v Ferndownu v Dorsetu, kjer je pomagal ustvariti programsko opremo za tiskalnike.
Berners-Lee je delal kot neodvisni izvajalec v CERN-u od junija do decembra 1980. Medtem ko je bil v Ženevi, je predlagal projekt, ki temelji na konceptu hiperteksta, da bi olajšal izmenjavo in posodabljanje informacij med raziskovalci. Zato je zgradil prototip sistema z imenom INQUIRE.
Potem ko je konec leta 1980 zapustil CERN, se je zaposlil pri John Poole's Image Computer Systems, Ltd, v Bournemouthu v Dorsetu. Tri leta je vodil tehnični del podjetja. Projekt, na katerem je delal, je bil "klic oddaljene procedure v realnem času", kjer je dobil izkušnje za delo z računalniškimi omrežji.  Leta 1984 se je vrnil v CERN.

Leta 1989 je bil CERN največje Internetno vozlišče v Evropi in Berners-Lee je videl priložnost za povezovanje hiperbesedila z internetom:
I just had to take the hypertext idea and connect it to the TCP and DNS ideas and—ta-da!—the World Wide Web.— Tim Berners-Lee
Creating the web was really an act of desperation, because the situation without it was very difficult when I was working at CERN later. Most of the technology involved in the web, like the hypertext, like the Internet, multifont text objects, had all been designed already. I just had to put them together. It was a step of generalising, going to a higher level of abstraction, thinking about all the documentation systems out there as being possibly part of a larger imaginary documentation system.— Tim Berners-Lee
Dvanajstega marca 1989 je podal uradni predlog prve ideje spleta. Njegov menedžer Mike Sendall je njegove predloge označil za "nejasne, a vznemirljive". Podobne ideje kot tiste, na katerih temelji sistem INQUIRE, je uporabil za ustvarjanje svetovnega spleta, za katerega je zasnoval in zgradil prvi spletni brskalnik. Njegova programska oprema je delovala tudi kot urejevalnik (imenovan WorldWideWeb, delujoč na operacijskem sistemu NeXTSTEP) in kot prvi spletni strežnik, CERN HTTPd (okrajšava za Hypertext Transfer Protocol daemon).
Berners-Lee je 20. decembra 1990 objavil prvo spletno stran, ki je opisoval sam projekt; dostopen je bil na internetu iz omrežja CERN. Na spletnem mestu je bilo razloženo, kaj je svetovni splet ( World Wide Web) in kako lahko ljudje uporabljajo brskalnik in nastavijo spletni strežnik ter kako ustvariti lastno spletno mesto. Berners-Lee je 6. avgusta 1991 na Usenetu prvič objavil javno povabilo k sodelovanju pri projektu WorldWideWeb. 
Na seznamu 80 kulturnih trenutkov, ki so oblikovali svet, ki ga je izbrala skupina 25 uglednih znanstvenikov, akademikov, pisateljev in svetovnih voditeljev, je bil izum svetovnega spleta uvrščen na prvo mesto z vnosom: »Najhitreje rastoči komunikacijski medij vseh časov, Internet, je za vedno spremenil podobo sodobnega življenja. V trenutku se lahko povežemo drug z drugim, po vsem svetu."
Leta 1994 je Berners-Lee na Tehnološkem inštitute Massachusetts ustanovil W3C. Vključeval je različna podjetja, ki so bila pripravljena oblikovati standarde in priporočila za izboljšanje kakovosti spleta. Berners-Lee je svojo idejo dal na voljo brezplačno, brez patenta in brez licenčnin. World Wide Web Consortium se je odločil, da morajo njegovi standardi temeljiti na tehnologiji brez licenčnin, tako da bi jih lahko vsak zlahka prevzel.
Berners-Lee je sodeloval pri poskusu razvoja Curl Corp in promociji programski jezik Curl.
Leta 2001 je Berners-Lee postal pokrovitelj sklada East Dorset Heritage Trust. Decembra 2004 je sprejel katedro za računalništvo na Šoli za elektroniko in računalništvo Univerze v Southamptonu, Hampshire, za delo na semantičnem spletu.
V članku Timesa oktobra 2009 je Berners-Lee priznal, da je bil začetni par poševnic ("//") v spletnem naslovu "nepotreben". Za časopis je povedal, da bi zlahka oblikoval spletne naslove brez poševnic. "No, takrat se je to zdela dobra ideja," je dejal v svojem opravičilu.

## Delo v politiki
Junija 2009 je takratni britanski premier Gordon Brown napovedal, da bo Berners-Lee sodeloval z vlado Združenega kraljestva, da bi pripomogel k večji odprtosti in dostopnosti podatkov na spletu. Berners-Lee in profesor Nigel Shadbolt sta dve ključni osebi izza data.gov.uk, vladnim projektom Združenega kraljestva, za odprtje skoraj vseh podatkov pridobljenih za uradne namene, za brezplačno ponovno uporabo. Berners-Lee je komentiral odprtje podatkov aprila 2010: "Spremembe signalizirajo širšo kulturno spremembo v vladi, ki temelji na predpostavki, da bi morale biti informacije v javni domeni, razen če obstaja dober razlog, da ne—in ne obratno." Povedal je še: "Večja odprtost, odgovornost in preglednost v vladi bo ljudem omogočila večjo izbiro in posameznikom olajšala bolj neposredno vključevanje v vprašanja, ki so zanje pomembna."
Novembra 2009 je Berners-Lee ustanovil fundacijo World Wide Web Foundation (WWWF), da bi začel kampanjo za "izboljšajmo splet za opolnomočenje človeštva z uvedbo transformativnih programov, ki gradijo lokalne zmogljivosti za izkoriščanje spleta kot medija za pozitivne spremembe".
Berners-Lee je eden od pionirjev, ki se zavzema za nevtralnost omrežja  in je izrazil stališče, da bi morali ponudniki internetnih storitev zagotavljati "povezljivost brez obveznosti" in ne bi smeli niti nadzirati niti spremljati dejavnosti brskanja strank brez njihovega izrecnega soglasja. Zagovarja idejo, da je nevtralnost omrežja človekova pravica: "Grožnje internetu, kot so podjetja ali vlade, ki posegajo v internetni promet ali vohljajo v njem, ogrožajo osnovne pravice človekovih omrežij." Berners-Lee je sodeloval v odprtem pismu ameriški zvezni komisiji za komunikacije (FCC). On in 20 drugih internetnih pionirjev so pozvali FCC, naj prekliče glasovanje 14. decembra 2017 za ohranitev nevtralnosti omrežja. Pismo je bilo naslovljeno na senatorja Rogerja Wickerja, senatorja Briana Schatza, predstavnico Marsho Blackburn in predstavnika Michaela F. Doyla.
Berners-Lee se je pridružil svetu svetovalcev start-up State.com s sedežem v Londonu. Od maja 2012 je predsednik Open Data Institute, ki ga je leta 2012 soustanovil z Nigelom Shadboltom.
in Berners-Lee vodi koalicijo javnih in zasebnih organizacij, ki vključujejo Google, Facebook, Intel in Microsoft. A4AI si prizadeva, da bi dostop do interneta postal cenovno ugodnejši, tako bi se dostop lahko razširil v državah v razvoju, kjer je na spletu le 31% ljudi. Berners-Lee bo sodeloval s tistimi, ki želijo znižati cene dostopa do interneta, tako da bodo padle pod svetovni cilj Komisije ZN za širokopasovne povezave 5% mesečnega dohodka.
Berners-Lee na Massachusetts Institute of Technology vodi Skupino za decentraliziranje informacij, vodi Solid, skupni projekt s Qatar Computing Research Institute, katerega cilj je korenito spremeniti način delovanja spletnih aplikacij danes, kar ima za posledico pravno lastništvo podatkov in izboljšano zasebnost. Oktobra 2016 se je pridružil Oddelku za računalništvo na Univerzi v Oxfordu kot profesorski raziskovalec in kot sodelavec Christ Church, enega od kolidžov v Oxfordu.
Od sredine 2010-ih je Berners-Lee sprva ostal nevtralen glede nastajajočega predloga za Encrypted Media Extensions (EME) s svojimi kontroverznimi posledicami Upravljanja digitalnih pravic (DRM). Marca 2017 je menil, da mora zavzeti stališče, ki naj bi podprlo predlog EME. Utemeljil je EME-jeve prednosti, obenem pa opozoril, da je DRM neizogiben. Kot direktor W3C je julija 2017 odobril končno specifikacijo. Njegovemu stališču so nekateri nasprotovali, vključno z Electronic Frontier Foundation (EFF), kampanjo anti-DRM Defective by Design in Free Software Foundation.  Različni pomisleki so vključevali, da ne podpirajo odprte filozofije interneta proti komercialnim interesom in tveganje, da bodo uporabniki prisiljeni uporabljati določen spletni brskalnik za ogled določene vsebine DRM. EFF je vložil uradno pritožbo, ki ni uspela in specifikacija EME je septembra 2017 postala uradno priporočilo W3C.
30. septembra 2018 je Berners-Lee napovedal svoje novo odprtokodno zagonsko podjetje Inrupt, da bi spodbudil komercialni ekosistem okoli projekta Solid, katerega cilj je uporabnikom dati več nadzora nad njihovimi osebnimi podatki in jim omogočiti, da izberejo, kam gredo podatki, komu je dovoljeno videti določene elemente in katere aplikacije lahko vidijo te podatke.
Novembra 2019 sta na Internet Governance Forumu v Berlinu Berners-Lee in WWWF spisala Internetno pogodbo, manifest, v katerem je podal svoj pogled na uporabo spleta v prihodnje. Vlade, podjetja in državljane je želel prepričati, da se zavežejo devetim načelom za prenehanje "zlorabe", z opozorilom, da "če bomo ne ukrepali sedaj – in delovali skupaj za preprečitev zlorabe spleta s strani tistih, ki želijo izkoriščati, deliti in spodkopavati, bomo tvegali, da bomo zapravili [njegov potencial za dobro]." Pogodbo je podpisalo precej politikov, podjetij in soustvarjalcev spletnih vsebin, med drugim tudi Facebook, Google in Microsoft.
Ob 30. obletnici interneta je Berners-Lee v odprtem pismu zapisal, da World Wide Web ni več to, kar je bil - zlonamerno vedenje uporabnikov: sponzorirane objave, plačljive vsebine, hekanje, spletno nadlegovanje vodijo v pogubo. Drugo težavo je videl v tehnoloških velikanih, ki skorajda posedujejo spletno okolje. Google, Facebook in Twitter ne le, da služijo ogromno denarja na račun uporabnikov, ampak tudi izkoriščajo njihove osebne podatke.

## Nagrade in priznanja
Berners-Lee je prejel številne nagrade in priznanja. Leta 2004 ga je kraljica Elizabeta II. nagradila s plemiškim nazivom "za zasluge za svetovni razvoj interneta".
13. junija 2007 je bil imenovan v Order of Merit (OM). Podelitev tega redu je v osebni pristojnosti kraljice in ne zahteva priporočil ministrov ali predsednika vlade.
Leta 2001 je bil izvoljen za člana Kraljeve družbe (FRS).  Leta 2004 je bil izvoljen tudi za člana American Philosophical Society in leta 2007 v National Academy of Engineering.
Podelili so mu častne diplome na številnih univerzah po vsem svetu, vključno z Manchestrom (njegovi starši so v 1940-ih delali na Manchester Mark 1), Harvardom in Yaleom.
Leta 2013 je prejel Nagrado kraljice Elizabete za inženirstvo. 4. aprila 2017 je prejel Turingovo nagrado 2016 "za izum svetovnega spleta, prvega spletnega brskalnika ter temeljnih protokolov in algoritmov, ki omogočajo širjenje spleta".

## Osebno življenje
Berners-Lee je dejal: "Rad ločujem delo in osebno življenje."
Berners-Lee se je leta 1990 poročil z Nancy Carlson, ameriško računalniško programerko. Delala je tudi v Švici pri Svetovni zdravstveni organizaciji. Imela sta dva otroka in se ločila leta 2011. Leta 2014 se je v Londonu poročil z Rosemary Leith. Leith je kanadska internetna in bančna podjetnica ter ustanovna direktorica Berners-Lee-jeve fundacije World Wide Web Foundation. Par sodeluje tudi pri tveganem kapitalu za podporo podjetjem za umetno inteligenco.
Berners-Lee je bil vzgojen kot anglikanec, vendar se je v mladosti oddaljil od vere. Ko je postal starš, je postal Unitarist univerzalist (UU). Ko so ga vprašali, ali verjame v Boga, je dejal: "Ne v smislu večine ljudi, sem ateist in unitarist univerzalist."